# Otto Schubert (Montanwissenschaftler)
Otto Schubert (* 21. Oktober 1895 in Neu-Czernowitz, Österreich-Ungarn; † 1969) war ein deutscher Montanwissenschaftler und Hochschullehrer.

## Leben und Werk
Schubert nahm nach dem Schulabschluss ein Studium an der Montanistischen Hochschule Příbram (Böhmen) auf, das er 1919 mit dem Abschluss als Diplom-Bergingenieur beendete. Danach war er am Kohinoor-Schacht der Brucher Kohlenwerke AG (Bruch bei Brüx) tätig. Nach der Vertreibung aus der Tschechoslowakei 1945 wurde er Fachreferent im Wirtschaftsministerium Sachsen-Anhalt, Abt. Kohle. Von 1948 bis 1952 war er am VVB Kali und Salze Halle (Saale) und 1953 in der Hauptverwaltung Kali und Nichterzbergbau in Berlin tätig. An der Bergakademie Freiberg wurde er 1953 Professor mit Lehrstuhl und Direktor des Instituts für Bergbaukunde und Tiefbau. Er besaß gleichzeitig die Leitung der Lehrgrube „Alte Elisabeth“ in Freiberg, 1962 wurde er emeritiert.
Er war Mitglied der Deutschen Akademie der Wissenschaften zu Berlin.

## Schriften (Auswahl)
- (Mitautor): Grubenförderung. Lehrbrief 1. Berlin 1958.
- (Mitautor): Grubenförderung. Lehrbrief 2. Berlin 1959.
- (Mitautor): Grubenförderung. Lehrbrief 3. Berlin 1960.
- (Mitautor): Grubenförderung. Lehrbrief 4. Berlin 1961.
- (Mitautor): Grubenförderung. Lehrbrief 5. Berlin 1962.
- (mit Berthold Pfeiffer): Berechnung untertägiger Förderanlagen. Berlin 1963.